# I topi (film)
I topi (Die Ratten) è un film del 1955, diretto da Robert Siodmak. 

## Trama
Negli anni immediatamente successivi alla seconda guerra mondiale la giovane profuga Pauline, scopertasi incinta si mette nelle strade di Berlino alla vana ricerca dell'uomo che l'ha abbandonata. Non le rimane che vendere il bambino all'amica sterile Anna, la quale nasconde la verità al marito Karl.
Pauline si pente della sua decisione e vorrebbe indietro suo figlio, ma prende il bambino sbagliato che muore subito dopo. Causa inoltre la morte di Bruno, il malvagio fratello di Anna.

## Produzione
Il film venne prodotto dalla Central Cinema Company Film (CCC-Film GmbH (Berlin). Tratto da un testo teatrale in cinque atti scritto da Gerhart Hauptmann, andato in scena per la prima volta a Berlino nel 1911, il film sposta l'azione al secondo dopoguerra. Un primo adattamento era stato nel 1921 il film muto Die Ratten diretto da Hanns Kobe e interpretato da Lucie Höflich, Emil Jannings e Marija Leiko nel ruolo di Pauline Piperkarcka.

## Distribuzione
Distribuito dalla Herzog Filmverleih GmbH (München), fu presentato al Festival di Berlino. La prima proiezione si tenne il 28 giugno 1955, uscendo poi nelle sale tedesche il 6 luglio, presentato al Gloria-Palast di Berlino.

## Riconoscimenti
- Festival di Berlino
  - Orso d'oro